# Азиатский флот США
Азиатский флот США (англ. Asiatic Fleet) — часть ВМС США. В течение Второй мировой войны флот выполнял функции по защите Филиппин.

## Создание
Первоначально был создан из Азиатской Эскадры, получив статус флота в 1902 году. В 1907 году, флот становился Первой эскадрой Тихоокеанского флота США. Тем не менее, 28 января 1910 года, корабли этой эскадры снова были реорганизованы в Азиатский Флот. Таким образом Азиатский Флот оставался организационно независимым от Тихоокеанского флота США, который базировался на западном берегу Соединённых Штатов и в 1940 году был перемещен в Пёрл-Харбор.

## 1902—1941
В 1904 году из состава флота были исключены и уведены в метрополию все линкоры. В его составе остались только канонерские лодки, патрулировавшие реку Янцзы в составе Патруля Янцзы.
В 1922 году, когда Атлантический флот США был реорганизован в Патрульные силы, Азиатский флот был призван защищать Филиппины и Гуам, а также поддерживать Политику Открытых дверей в Китае.

## Вторая мировая война
К середине 1941 года, когда президент Рузвельт ввел эмбарго на продажу металлолома Японии, все крупные корабли флота были выведены из Китая, а штаб флота c 21 октября 1940 года получил постоянную прописку в Маниле. Командующим флота на тот момент был адмирал Томас Харт, который принял командование Азиатским флотом США 25 июля 1939 года, когда отношения с Японией уже сделались напряженными из-за непрекращающейся японской агрессии в Китае и потопления японцами полтора года назад американской канонерки «Панай» на реке Янцзы.
Флот базировался на военно-морской базе в Кавите и военно-морской станции Olongapo. 22 июля была оборудована и также стала использоваться военно-морская база Mariveles. В случае войны, на своё усмотрение, адмирал Харт имел полномочия отступить в Индийский Океан. В ноябре 1941 года флот эвакуировал подразделения 4-го полка морской пехоты США, защищавшие Шанхайский международный сеттльмент.
За период с 8 декабря 1941 (начало вторжения японских войск на Филиппины) по 6 мая 1942 (капитуляция крепости Коррехидор) флот из 40 надводных кораблей потерял 19. Остатки плавсредств отступили в южном направлении и приняли участие в битве за Австралию и Голландскую Ост-Индию.